# 맹획

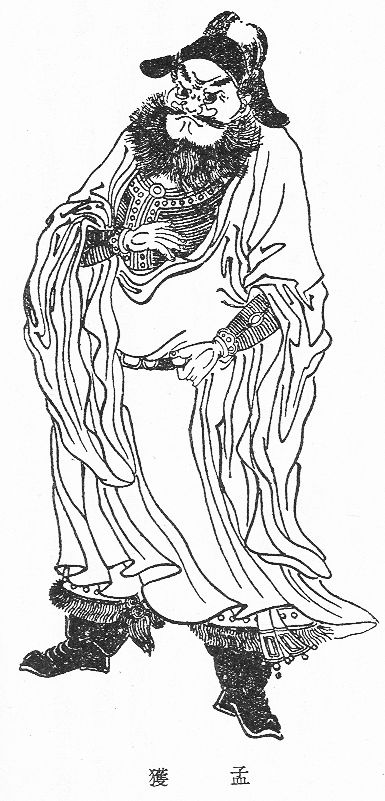
맹획

맹획(孟獲, ? ~ ?)은 중국 삼국시대의 남만족의 지도자로 남만왕이라 불렸다. 사료에 따라 그 실존 여부가 확실하지 않다.

## 생애
225년 제갈량이 남만을 정벌할 때, 맹획은 촉한에 굴복한다.
삼국지 촉서 제갈량전의 배송지주에 인용된 《한진춘추》의 기록을 보면, 제갈량이 남중에 도착했을 때 한족과 이민족이 맹획에게 복종한다는 말을 듣고 맹획을 생포하라는 명령을 내렸다. 맹획은 생포되어, 제갈량이 맹획에게 “우리 군이 어떠하오”라고 물었다. 맹획은 “이전에는 허실을 몰라서 패했소. 지금 허락 받고 영진(營陣)을 살펴보니 다만 이정도라면 쉽게 이기겠소”라고 말하였다. 제갈량은 웃으면서 그를 풀어 주면서 싸웠다. 7번을 풀어주고 7번을 사로잡았는데, 제갈량은 맹획을 풀어주려고 했다. 맹획은 떠나지 않으며 말하였다. “공은 천위를 지닌 분이니, 우리 남인들은 다시는 배반하지 않겠습니다.”라고 하며 귀순을 하였다.
그리고 《화양국지》의 기록에 따르면, 맹획은 익주 건녕 사람으로 관직을 받아 어사중승까지 승진했다는 기록이 있다.
그리고 가설에는 맹획이 미얀마 북부, 후베이성에 속하는 민족인 “와족”이라는 설도 있다. 와족은 20세기까지 인간 사냥의 습성을 가지고 있던 포악한 민족이다.

## 《삼국지연의》에서 맹획
《삼국지연의》에서는 위나라 조비의 권유에 응하여 촉한에 침공하는데, 제갈량의 계락으로 위연의 미끼에 걸러 패배하여 남만으로 퇴각한다. 그 후, 건녕태수 옹개와 모의하여 반란을 일으키지만, 제갈량에 의해 평정된다. 그 뒤부터 제갈량의 남만정벌이 시작된다. 7번 풀어주고 7번을 사로잡힌 뒤에(칠종칠금) 맹획은 제갈량에게 항복을 한다. 다만, 만두 이야기, 등갑군 등의 에피소드는 연의의 허구이며, 그의 아내 축융, 아우 맹우, 처남 대래동주, 남만 수령 금환삼결, 동도나, 아회남, 수하 장수 망아장, 동맹군 타사대왕, 목록대왕, 올돌골 등 삼국지연의 내 남만 정벌에 등장하는 인물 역시 허구이다.

## 같이 보기
- 삼국지 인물 목록